# Fereshteh Ahmadi
Fereshteh Ahmadi, en tid Ahmadi Lewin, född 27 november 1958, är en iransk-svensk sociolog och professor i sociologi.
Ahmadi är specialiserad på frågor som rör hälsa och existentiella frågor. Dessutom har hon forskat om gerontologi, internationell migration, islamisk feminism och musik och livshantering vid Uppsala universitet och Högskolan i Gävle.

## Karriär
Ahmadi blev filosofie doktor 1995 på en avhandling om relationen mellan religion och individ i Iran. År 2001 blev hon docent i sociologi vid Uppsala universitet samt professor i sociologi 2009 vid Högskolan i Gävle.
Hon var åren 2013–2014 och 2016  huvudansvarig för mångfaldsbarometern i ett internationellt projekt om meningsskapande livshantering som har gett upphov till ett tiotal vetenskapliga artiklar sedan 2015. Åtminstone 2021 var Ahmadi ansvarig för samma projekt. I projektet deltog forskare från Sverige, Sydkorea, Kina, Japan, Turkiet, Malaysia och Filippinerna. 
Fereshteh Ahmadis bidrag till sociologin spänner över flera kritiska områden, vilket belyser hennes engagemang för att förstå komplexa sociala frågor genom olika perspektiv, från hälsa och åldrande till genus och kulturella copingmekanismer. Ahmadi har författat över hundra vetenskapliga texter, främst publicerade i internationella refereegranskade tidskrifter. Ahmadi har fungerat som handledare, kursansvarig, huvudlärare och föreläsare inom olika områden såsom sociologiska teorier, hälsa och kris, migration, gerontologi, vetenskapsfilosofi och metodologi.